# Watermelon Sugar
«Watermelon Sugar» (с англ. — «Арбузный сахар») — песня британского певца и актёра Гарри Стайлза (члена группы One Direction). Первоначально выпущенная как промосингл с альбома Fine Line 16 ноября 2019 года, песня «Watermelon Sugar» была выпущена повторно 15 мая 2020 года в качестве четвёртого сингла альбома. Песня была положительно встречена критиками, многие хвалили её концепцию и стиль, а также вокал. Сингл также имел коммерческий успех, попав в десятку лучших в более чем 20 странах, включая Великобританию, Австралию, Канаду и США, где на 20-й недели своего релиза он занял первое место в основном американском хит-параде Billboard Hot 100, став там первым для Стайлза чарттоппером.

## История
Стайлз написал песню вместе с Митчем Роулендом и её продюсерами Тайлером Джонсоном и Kid Harpoon. Они были вдохновлены постапокалиптическим романом «В арбузном сахаре» американского писателя и поэта Ричарда Бротигана. «Watermelon Sugar» — это песня, сочетающая такие стили, как рок, фанк-поп и инди-поп с элементами соула.

## Коммерческий успех
В ноябре 2019 года «Watermelon Sugar» дебютировал на 35-м месте в британском хит-параде UK Singles Chart, став третьим синглом Стайлза в top-40 лучших британских на тот момент. В январе 2020 года он достиг семнадцатого места в чарте, прежде чем покинуть его в следующем месяце. 14 февраля 2020 года песня была удостоена серебряного статуса British Phonographic Industry. После официального выпуска сингла в мае 2020 года «Watermelon Sugar» снова вошёл в чарт под номером тридцать пять; позже поднявшись до 4-го места в августе 2020 года, став вторым лучшим синглом альбома в чартах.
В Ирландии «Watermelon Sugar» дебютировал на 24-м месте в Irish Singles Chart в ноябре 2019 года, прежде чем достичь четвёртого места в чарте в июне 2020 года. В Шотландии сингл снова вошёл в чарт на 78-м месте в мае 2020 года, а позже достиг девятого места в следующем месяце.
В США «Watermelon Sugar» дебютировал 30 ноября 2019 года на 60-м месте в хит-параде Billboard Hot 100. После выхода альбома Fine Line сингл достиг 54-го места и официально покинул чарт спустя месяц. 7 августа 2020 года он был сертифицирован в двукратном платиновом статусе Recording Industry Association of America. После релиза в качестве сингла «Watermelon Sugar» повторно вошёл в чарт в мае 2020 года на 64-м месте и 15 августа 2020 года достиг первого места. Трек стал первым чарттоппером Стайлза, его третьим синглом в top-10, а также четвёртым в top-20 в США, и третьим с альбома Fine Line.
Стайлз стал вторым членом группы One Direction (первым был Зейн Малик), сольно возглавившим Hot-100. Благодаря этому успеху 1D вошла в элитный список групп, у которых несколько их членов смогли и сольно возглавить американский хит-парад. Первыми были The Beatles, когда после 20 коллективных чарттопперов в 1964-70-х годах, затем Джордж Харрисон и Пол Маккартни взошли на вершину отдельно от группы в 1970 и 1971 годах, соответственно (к 1974 также добавились Ринго Старр и Джон Леннон).

## Музыкальное видео

### Производство
Премьера музыкального клипа к песне была представлена на YouTube 18 мая 2020 года в 12:00 по восточному времени (16:00 UTC). Стайлз объявил о премьере видео за день до этого, представив тизер, показывающий столик на пляже, который был в сцене из музыкального видео. Он снимался режиссёрским дуэтом Bradley & Pablo 30 января 2020 года в Малибу, штат Калифорния. Они работали со Стайлзом и над другими песнями с альбома Fine Line, и в конце концов начали работать над «Watermelon Sugar» за неделю до начала съемок. Видео было вдохновлено стилем Пола Маккартни 1960-х годов и было частично снято с использованием 35- и 16-мм камер Arri SR3, чтобы некоторые кадры выглядели винтажными.
Из-за пандемии COVID-19 выяснилось, что менеджеры задержали видео с момента его первоначального срока выпуска. Брэдли и Пабло были обеспокоены тем, что Columbia Records не выпустит видео из-за того, что оно выглядит бесчувственным, поэтому они добавили в начале сообщение: «Это видео посвящено прикосновениям». Во время съемок Стайлза похвалили за то, что он просил у моделей на видео согласия прикоснуться к ним.

### Синопсис
Видео начинается с сообщения на чёрном фоне с надписью «это видео посвящено прикосновениям». Затем Стайлз подходит к столу с ломтиком арбуза на тарелке, садится. На нём оранжевая вязанная крючком майка, большие синие солнцезащитные очки, розовый лак для ногтей и фирменные кольца с надписью «HS». Скатерть на столе изготовлена из того же материала, что и парус лодки в видео «Adore You», а солнцезащитные очки — те же, в которых он был на фото на обложке журнала Rolling Stone 2019 года. Он ставит тарелку на стол и начинает исполнять вступительный текст песни. Видно, как Стайлз водит пальцами по арбузу, прежде чем откусить его. Этот снимок был навеян фотографией Джека Николсона в той же позе.
Затем камера переходит на Стайлза, окруженного моделями, которые кормят его различными фруктами, а также показывает их на пикнике. На моделях костюмы 1970-х годов, они в гибких шляпах и бикини с завышенной талией. Стайлз одет в гавайскую рубашку с глубоким вырезом и цветочным узором, украшенную жемчугом, а на других снимках — в жилетке-свитере с рубашкой в стиле ретро. Первый наряд был вдохновлен фотографией Пола Маккартни на вечеринке. Он также лежит на песке, наблюдая за моделями. Позже они делают снимок в группе, на котором все держат по дольке арбуза. Стайлз носит укороченный свитер в полоску, узкий шарф с бахромой и рваные джинсы в винтажном стиле, все из коллекции Gucci осени 2020 года.

## Награды и номинации
На прошедшей 14 марта 2021 года 63-й ежегодной церемонии вручения наград «Грэмми» «Watermelon Sugar» была удостоена премии «Грэмми» в категории «За лучшее сольное поп-исполнение».
| Год  | Организация                  | Награда                              | Результат | Ссылка |
| ---- | ---------------------------- | ------------------------------------ | --------- | ------ |
| 2020 | MTV Video Music Awards       | Song of Summer                       | Номинация | [ 32 ] |
| 2020 | BreakTudo Awards             | International Music Video            | Номинация | [ 33 ] |
| 2020 | MTV Millennial Awards Brazil | Global Hit                           | Номинация | [ 34 ] |
| 2020 | NRJ Music Awards             | Video of the Year                    | Номинация | [ 35 ] |
| 2020 | Premios Musa (Chile)         | Anglo International Song of The Year | Победа    | [ 36 ] |
| 2021 | GAFFA Awards (Denmark)       | International Hit of The Year        | Победа    | [ 37 ] |
| 2021 | Grammy Awards                | Best Pop Solo Performance            | Победа    | [ 38 ] |

### Итоговые списки
| Публикация    | Список                                            | Ранг | Ссылка |
| ------------- | ------------------------------------------------- | ---- | ------ |
| Amazon Music  | Best Songs of 2020                                | 17   | [ 39 ] |
| BBC           | The best albums and songs of 2020                 | N/A  | [ 40 ] |
| Billboard     | The 100 Best Songs of 2019: Staff List            | 44   | [ 41 ] |
| Billboard     | The 25 Best Music Videos of 2020: Staff Picks     | 1    | [ 42 ] |
| Elite Daily   | The 10 Most Jaw-Dropping Music Videos Of 2020     | 5    | [ 43 ] |
| Gigwise       | The Gigwise 20 Best Tracks of 2020                | 18   | [ 44 ] |
| IndieWire     | The Best Music Videos of 2020                     | 17   | [ 45 ] |
| Insider       | The 34 best music videos of 2020 (so far), ranked | 5    | [ 46 ] |
| New York Post | Best songs of 2019                                | 7    | [ 47 ] |
| New York Post | Best songs of 2020                                | 3    | [ 48 ] |
| Rolling Stone | Rob Sheffield’s Top 25 Songs of 2020              | 1    | [ 49 ] |
| Slate         | Top 20 Singles                                    | 11   | [ 50 ] |
| USA Today     | Best music videos of 2020                         | N/A  | [ 51 ] |
| Vogue         | The 29 Best Songs of 2020                         | N/A  | [ 52 ] |

## Чарты
| Чарт (2020)                         | Высшая позиция |
| ----------------------------------- | -------------- |
| Австралия (ARIA)                    | 5              |
| Австрия (Ö3 Austria Top 40)         | 13             |
| Бельгия/Фландрия (Ultratop 50)      | 2              |
| Бельгия/Валлония (Ultratop 50)      | 4              |
| Боливия (Monitor Latino)            | 7              |
| Бразилия (Top 100 Brasil)           | 39             |
| Канада (Billboard Canadian Hot 100) | 4              |
| Канада (Billboard AC)               | 27             |
| Канада (Billboard CHR/Top 40)       | 2              |
| Канада (Billboard Hot AC)           | 6              |
| Колумбия (National-Report)          | 32             |
| Хорватия (HRT)                      | 8              |
| Чехия (Rádio – Top 100)             | 45             |
| Чехия (Singles Digitál Top 100)     | 5              |
| Дания (Tracklisten)                 | 10             |
| Эстония (Eesti Tipp-40)             | 8              |
| Финляндия (Suomen virallinen lista) | 17             |
| Франция (SNEP)                      | 46             |
| Германия (GfK)                      | 26             |
| Греция (IFPI)                       | 7              |
| Венгрия (Single Top 40)             | 22             |
| Венгрия (Stream Top 40)             | 6              |
| Исландия (Tonlist)                  | 7              |
| Ирландия (IRMA)                     | 2              |
| Израиль (Media Forest)              | 1              |
| Италия (FIMI)                       | 31             |
| Латвия (LAIPA)                      | 16             |
| Литва (AGATA)                       | 1              |
| Малайзия (RIM)                      | 12             |
| Нидерланды (Dutch Top 40)           | 3              |
| Нидерланды (Single Top 100)         | 4              |
| Новая Зеландия (Recorded Music NZ)  | 4              |
| Норвегия (VG-lista)                 | 5              |
| Польша (Polish Airplay Top 100)     | 13             |
| Португалия (AFP)                    | 6              |
| Шотландия (OCC Scotland)            | 7              |
| Сингапур (RIAS)                     | 13             |
| Словакия (Rádio – Top 100)          | 41             |
| Словакия (Singles Digitál Top 100)  | 7              |
| Словения (SloTop50)                 | 12             |
| Республика Корея (Gaon)             | 130            |
| Испания (PROMUSICAE)                | 95             |
| Швеция (Sverigetopplistan)          | 9              |
| Швейцария (Schweizer Hitparade)     | 6              |
| Великобритания (OCC UK Singles)     | 4              |
| США (Billboard Hot 100) ·           | 1              |
| США (Billboard Adult Contemporary)  | 21             |
| США (Billboard Adult Pop Airplay)   | 9              |
| США (Billboard Pop Airplay)         | 1              |
| США Rolling Stone Top 100           | 7              |

## Сертификации
| Регион | Сертификация  | Продажи   |
| --- | ------------- | --------- |
| Бельгия (BEA) | Золотой       | 20 000    |
| Италия (FIMI) | Золотой       | 35 000    |
| Мексика (AMPROFON) | Платиновый    | 60 000    |
| Новая Зеландия (RMNZ) | 5× Платиновый | 150 000   |
| Польша (ZPAV) | Платиновый    | 20 000    |
| Португалия (AFP) | Золотой       | 10,000    |
| Испания (PROMUSICAE) | Золотой       | 20 000    |
| Великобритания (BPI) | Платиновый    | 600 000   |
| США (RIAA) | Платиновый    | 1 000 000 |
| * Данные о продажах приведены только на основе сертификации. · ^ Данные о тиражах приведены только на основе сертификации. · Данные о продажах + прослушиваниях приведены только на основе сертификации. |               |           |